# 帽儿山薹草
帽儿山薹草（学名：Carex maorshanica）为莎草科薹草属的植物。分布于中国大陆的黑龙江等地，多生于林下湿草甸，目前尚未由人工引种栽培。